# Suore dei Santi Angeli (Sri Lanka)
Le Suore dei Santi Angeli (in inglese Sisters of the Holy Angels; sigla H.A.) sono un istituto religioso femminile di diritto pontificio.

## Storia

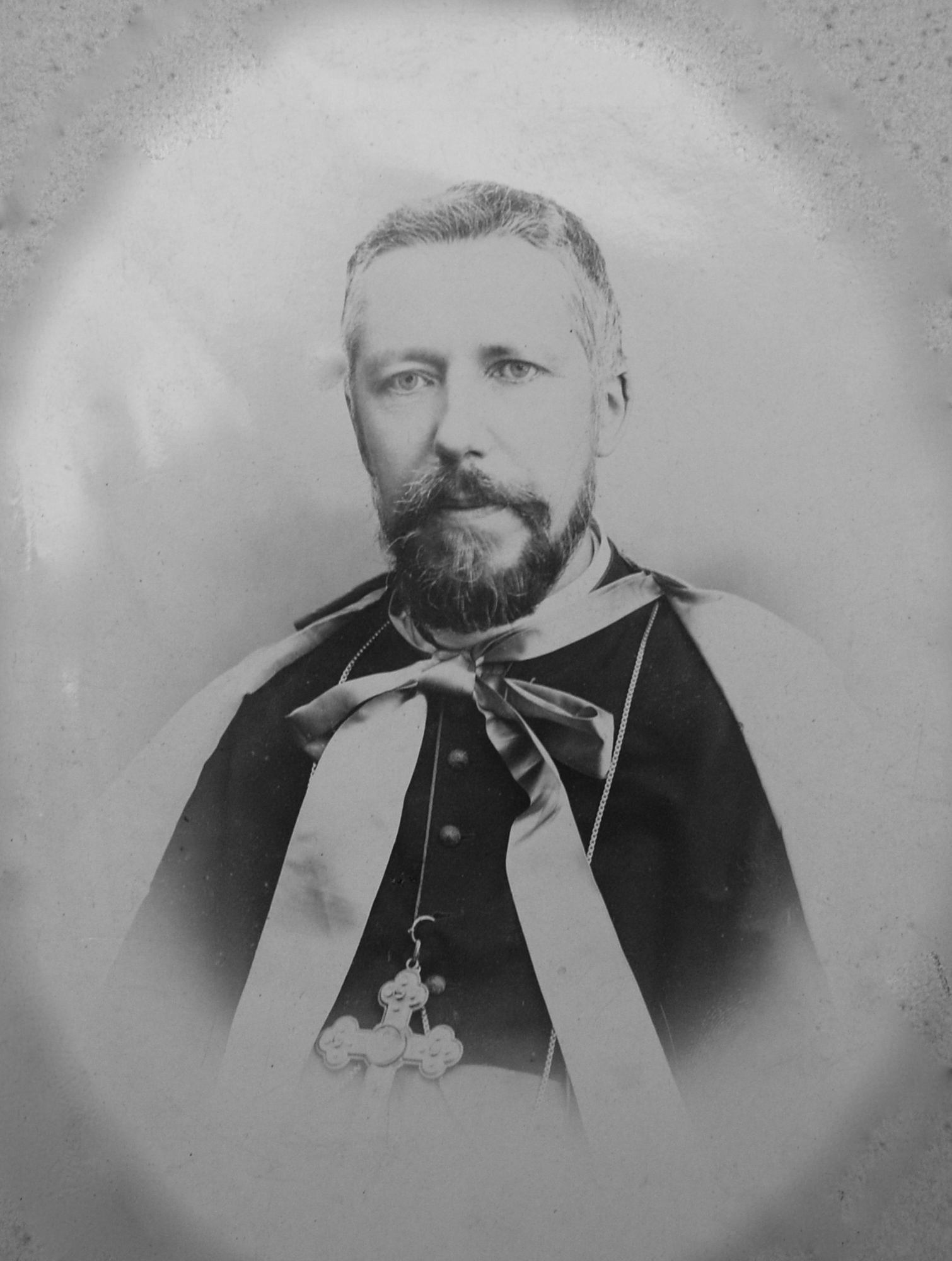
Joseph Van Reeth, fondatore della congregazione

La congregazione fu fondata il 15 gennaio 1903 a Galle dal primo vescovo del luogo, il gesuita Joseph van Reeth, per rispondere al desiderio di alcune donne del posto di abbracciare la vita religiosa: il giovane istituto fu posto sotto la tutela delle suore belghe della Congregazione di carità di Gesù e Maria.
L'istituto ottenne l'approvazione pontificia il 3 febbraio 1927.

## Attività e diffusione
Le suore si dedicano all'educazione della gioventù, alla cura degli orfani e a qualsiasi opera di carità richiesta dai vescovi.
Oltre che nello Sri Lanka, dal 1964 sono presenti in Australia; la sede generalizia è a Nagoda, presso Kalutara.
Alla fine del 2015 l'istituto contava 218 religiose in 42 case.